# 魏學渠
魏學渠（1617年—？），字子存，號青城，浙江嘉興府嘉善縣人，清朝政治人物、詩人。

## 生平
萬曆四十五年（1617年）出生。順治五年（1648年）戊子科浙江鄉試舉人，授四川成都府推官，當時四川初定，戶口尚少，百姓疲於差役，魏學渠“招撫綏輯，事事得宜”。後舉博學鴻詞科，任刑部主事，升兵部郎中。康熙八年（1669年）出為江西按察司僉事、分巡湖西。

## 著作
少有才名，為嘉善“柳洲八子”之一。工於詩，善駢文，精通書法。著有《青城詞》三卷。

## 家族
伯祖魏邦直（魏大中之父）；祖父魏邃元；父魏廷薦；叔父魏廷相、魏廷棟。子魏晰嗣。孫魏祖泰、魏祖震。